# Kick-Ass 2
Kick-Ass 2 es un cómic guionizado por Mark Millar y dibujado por John Romita Jr. Comenzó su publicación en Estados Unidos en 2010 bajo la editorial Icon Comics, un sello perteneciente a Marvel Comics, y también bajo el sello Millarworld.
 En España ha sido publicada en diciembre de 2012.

## Volumen 2
Este volumen es una continuación del anterior, Kick Ass.
El 16 de marzo de 2010, Mark Millar dijo que comenzaría a escribir el segundo volumen en abril, además explicó que cuando escribió el primer volumen, también ideó una trama para realizar otros dos volúmenes. El segundo trataría de criminales que deciden convertirse en supervillanos, y cómo Hit-Girl intenta llevar una vida normal.
El segundo volumen tenía el título provisional de Kick-Ass 2: Balls to the Wall (“toda la carne en el asador”).
El primer número del segundo volumen fue lanzado el 20 de octubre de 2010 y el segundo tiene prevista su publicación a finales de 2010.

## Sinopsis
La historia se sitúa un año después de los eventos acontecidos en el primer volumen de Kick Ass. Mindy (Hit-Girl) lleva una doble vida, por un lado intenta entrenar a Dave Lizewski (Kick-Ass) para convertirlo en un héroe más competente y por el otro, trata de dejar de ser una superheroína ya que su padre adoptivo, Marcus, quiere que tenga una vida normal con su madre. Marcus, un detective privado del departamento de policía, deduce las acciones de Mindy y le hace prometer no volver a encontrarse con Kick-Ass y a perder contacto con todo lo relacionado con los superhéroes, a lo que acepta a regañadientes
Mientras tanto Kick-Ass dedica sus noches a patrullar la ciudad junto a otros héroes tras su fracaso amoroso. Desde lo sucedido con John Genovese, los héroes son aceptados como algo cotidiano. Yendo con un héroe llamado Doctor Gravity (Doctor Gravedad), un grupo de hombres les atacan, Kick-Ass se deshace de ellos mostrando la eficacia de su entrenamiento pero debido a que más villanos se dirigían hacia allí, los héroes huyen.
Al día siguiente, Kick-Ass se dirige a una reunión con un grupo de héroes, envía un mensaje a Hit-Girl para que se una a ellos, pero ella le responde diciendo que debe cumplir su promesa a Marcus. Sin ella, Kick-Ass se reúne a la organización Justicia Por Siempre (Justice Forever), el primer equipo de superhéroes liderados por el Coronel Stars (Coronel Estrellas) y Lieutenant Stripes (Teniente Rayas), dos ex convictos que rectificaron su camino y reclutaron a todos los héroes disponibles.
Mientras todos cuentan su historia de por qué se han vuelto superhéroes, Kick-Ass reconoce de inmediato a Battle Guy, uno de los integrantes, como Marty Eisenberg, su mejor amigo, revelando su identidad. Marty se disculpa con el equipo, pues se ha inventado una historia sólo para encajar mejor. Coronel Stars le perdona y luego les presenta su "sala de reuniones".
Al día siguiente, Marty y Dave van por el instituto presumiendo de ocultar sus trajes entre ellos. Se chocan luego con uno de los miembros de la banda de Red Mist, la cual, le informa Marty, tienen órdenes estrictas de mantenerse tranquilos hasta que su jefe vuelva a Nueva York. Mientras, Mindy McReady (Hit-Girl), trata de llevar su vida normal, cosa que no parece hacerle ninguna gracia.
Esa misma noche, Kick-Ass y Battle Guy se reúnen con el resto del equipo (salvo Doctor Gravedad y Remembering Tommy, que están ausentes) para enfrentar una red de prostitución de menores liderada por un tal "Sr. Kim". Tras librarse del guardia, el equipo destroza a los seis gánsteres reunidos que están jugando a póker y sólo queda consciente el Sr. Kim. Lieutenant Stripes llama entonces a Sofía (en inglés: Sofia), la perra entrenada de Stars, que le muerde la entrepierna. Stars le dice que es hora de que tengan una charla sobre las chicas secuestradas que vienen de Corea, a quienes liberan.
Luego de esto, el coronel está en su base arreglando todo cuando es sorprendido por Red Mist y su clan de supervillanos, los cuales le disparan a quemarropa dejándolo gravemente herido, y asesinando a Sofía, su perra. Después, discuten el futuro del coronel y su perra, que a las 24 horas siguientes son encontrados masacrados e intercambiados de cabeza con un letrero a sus espaldas que dice "'Red Mist is dead, long life to motherfucker (Red Mist murió, larga vida a Motherfucker) el cual es el nuevo nombre de Red Mist.

## Personajes
- Dave Lizewski/Kick-Ass: El protagonista de la historia; tras lo ocurrido en el primer volumen, entrena con Hit-Girl para mejorar sus habilidades y en el futbol para ser un jugador más caucho. Se hizo miembro de la organización Justice Forever.
- Mindy McCready/Hit-Girl: Aunque se encuentra formalmente retirada e intenta todo lo posible por llevar la vida de una adolescente normal, Mindy se toma sus libertades para entrenar a Kick-Ass, hasta que es descubierta por su padrastro Marcus quien le hace prometer ponerle fin.
- Marcus Williams: Es el padrastro de Mindy y trabaja como detective en el departamento de policía de New York. Hace todo lo posible para que Mindy pueda llevar una vida normal.
- Doctor Gravity: Es el nuevo compañero de Kick-Ass. Dice ser un profesor de física de la universidad de Columbia que pasa sus tardes libre combatiendo el crimen, pero en realidad solo tiene una licenciatura en lenguas. Es quien introduce a Kick-Ass a la organización Justice Forever.
- Chris Damico/Red-Mist /The-Mother-Fucker: Tras ser su padre asesinado, Red Mist recorre el este de Europa donde recluta su propio equipo de super villanos, los cuales se mantendrán inactivos hasta su regreso a New York. Tiene una guarida extravagante inspirada en los cuarteles de los villanos de la Era Plateada de los cómics de superhéroes.
- Coronel Stars (Colonel Stars): Un exasesino de la mafia que rectificó su camino (según Battle-Boy se volvió un Cristiano Evangélico) y fundó el equipo de superhéroes "Justice Forever" junto a su colega, el también excriminal Teniente Stripes. Siempre es acompañado por su perra Sofía.
- Teniente Stripes (Lieutenant Stripes): Un excriminal junto al Coronel Stars y cofundador de "Justice Forever”.
- Night-Bitch: Miembro de “Justice Forever”. El presenciar la muerte de su hermana gemela y que encontraran su cadáver en la basura fueron los motivos que la inspiraron a ser una vigilante enmascarada.
- Insect-Man: Miembro de “Justice Forever”. Es un policía de New York que tras ver la ineficiencia de la ley y la corrupción en el departamento, se vuelve vigilante para imponer justicia por su cuenta.
- Recordando a Tommy (Remembering Tommy): Un dúo de marido y mujer dueños de un restaurante que, tras perder hace siete años a su hijo Tommy, honran su memoria combatiendo el crimen. Son miembros de Justice Forever.
- Battle-Guy: Miembro de Justice Forever. Dave descubre que Battle Guy es en realidad su amigo Marty Eisenberg, que tras enterarse de la formación de Justice Forever, se une al equipo bajo la historia de que quiere vengar a sus padres supuestamente mutilados por un asesino caníbal (en realidad mintió porque se sentía avergonzado de que no fuera una trama emocionante lo que lo motiva a combatir el crimen).
- Mother Russia: Es una exagente de la KGB que trabaja como guardaespaldas de Red-Mist. Solía ser la guardaespaldas de Vladímir Putin pero termina abandonando su país luego de que se embriagara y masacrara a los otros guardaespaldas.
- Katie Deauxma: La chica de la que Dave está enamorado. Red-Mist le dispara a su padre en la cabeza y, junto con otros miembros de su banda, la violan hasta dejarla en coma.
- James Lizewski: El padre de Dave. Confiesa ser Kick-Ass para que su hijo no vaya a la cárcel.
- Vic Gigante: Un oficial de policía corrupto que trabajaba para el padre de Chris.
- Ass Kicker: Todd Haynes, uno de los amigos de Dave, quien, junto con Marty/Battle-Boy lo convencen de hacerse superhéroe.

## Película
Debido al éxito de la primera parte se planteó realizar una segunda película, basada en los eventos del cómic Kick-Ass 2, en la que Red Mist reaparecería como un nuevo villano, conocido como "The Motherfucker", y liderando una pandilla de villanos contra Kick-Ass y Hit Girl. Si bien la película fue anunciada para un futuro cercano, el actor protagonista, Aaron Taylor-Johnson, dijo que tenía muchos proyectos por delante antes que la secuela.
Para esta continuación, Matthew Vaughn, director de la primera película, le dejó la silla de director a Jeff Wadlow, aunque siguió unido al proyecto como parte de la producción. El rodaje inicial comenzó el 7 de septiembre de 2012, nuevamente contando con las actuaciones de Aaron Taylor-Johnson, Chloë Grace Moretz y Christopher Mintz-Plasse.
Finalmente, la película se estrenó el 14 de agosto de 2013.

## Spin-off
En la Kapow Comic-con se anunció un spin-off de la serie centrado en el personaje de Hit-Girl, y cuya historia tomará lugar entre el primer y el segundo volumen de Kick-Ass.